# Келлеровский сельский округ
Келлеровский сельский округ (каз. Келлеров ауылдық округі) — административная единица в составе Тайыншинского района Северо-Казахстанской области Казахстана. Административный центр — село Келлеровка.
Население — 3053 человека (2009, 4047 в 1999, 6398 в 1989).

## Общественные объединения
- Совет ветеранов
- Совет женщин
- Совет молодежи
- Совет общественности[3]

## Этнокультурное объединение
Польское этнокультурное объединение «Полония Пулноцна» образовано в 1991 году.

## Религиозные объединения
- Филиал Республиканского исламского религиозного объединения «Духовное управление мусульман Казахстана» сельская мечеть «Келлеровка»
- Религиозное объединение Римско-Католический Приход «Святого Франциска Ассизского» в селе Келлеровка
- Религиозное объединение Римско-Католический Приход «Святого Франциска Ассизского» часовня в селе Кременчуг[5]

## История
Келлеровский сельский совет образован 26 ноября 1929 года. 24 декабря 1993 года решением главы Кокчетавской областной администрации образован Келлеровский сельский округ. В состав сельского округа 14 июля 1997 года была присоединена территория ликвидированного Кременчугского сельского округа (сёла Кременчуг, Липовка). Село Розовка было ликвидировано 27 мая 2005 года.
В 2018 году было ликвидировано село Липовка.

## Состав
В состав округа входят такие населенные пункты:
| Населенный пункт  | Население, человек (1989) | Население, человек (1999) | Население, человек (2009) |
| ----------------- | ------------------------- | ------------------------- | ------------------------- |
| Богатыровка, село | 322                       | 220                       | 129                       |
| Келлеровка, село  | 5087                      | 3356                      | 2663                      |
| Кременчуг, село   | 543                       | 388                       | 228                       |
| Липовка, село     | 98                        | 83                        | 33                        |
| Розовка, село     | 348                       | 116                       | -                         |